# Giovanni Battista Vaccarini
Giovanni Battista Vaccarini (3 de febrero de 1702-11 de marzo de 1768) fue un arquitecto siciliano, notable por la obra realizada en el contexto del Barroco siciliano durante el período de reconstrucción masiva que siguió al terremoto de 1693. Muchos de sus principales trabajos se encuentran en el área de Catania.

## Biografía
Vaccarini nació en Palermo. En la década de 1720 estudió arquitectura en Roma, bajo la protección del Cardenal Pietro Ottoboni, el gran mecenas de Corelli. Sus estudios se centraron principalmente en la combinación de obras y lenguajes de los grandes arquitectos Borromini y Bernini. Esta popular fusión de principios arquitectónicos comenzó a fines del siglo XVII, produciendo edificios notables como el Palazzo Altieri, de Giovanni de Rossi, y el Palazzo Asti-Bonaparte. 

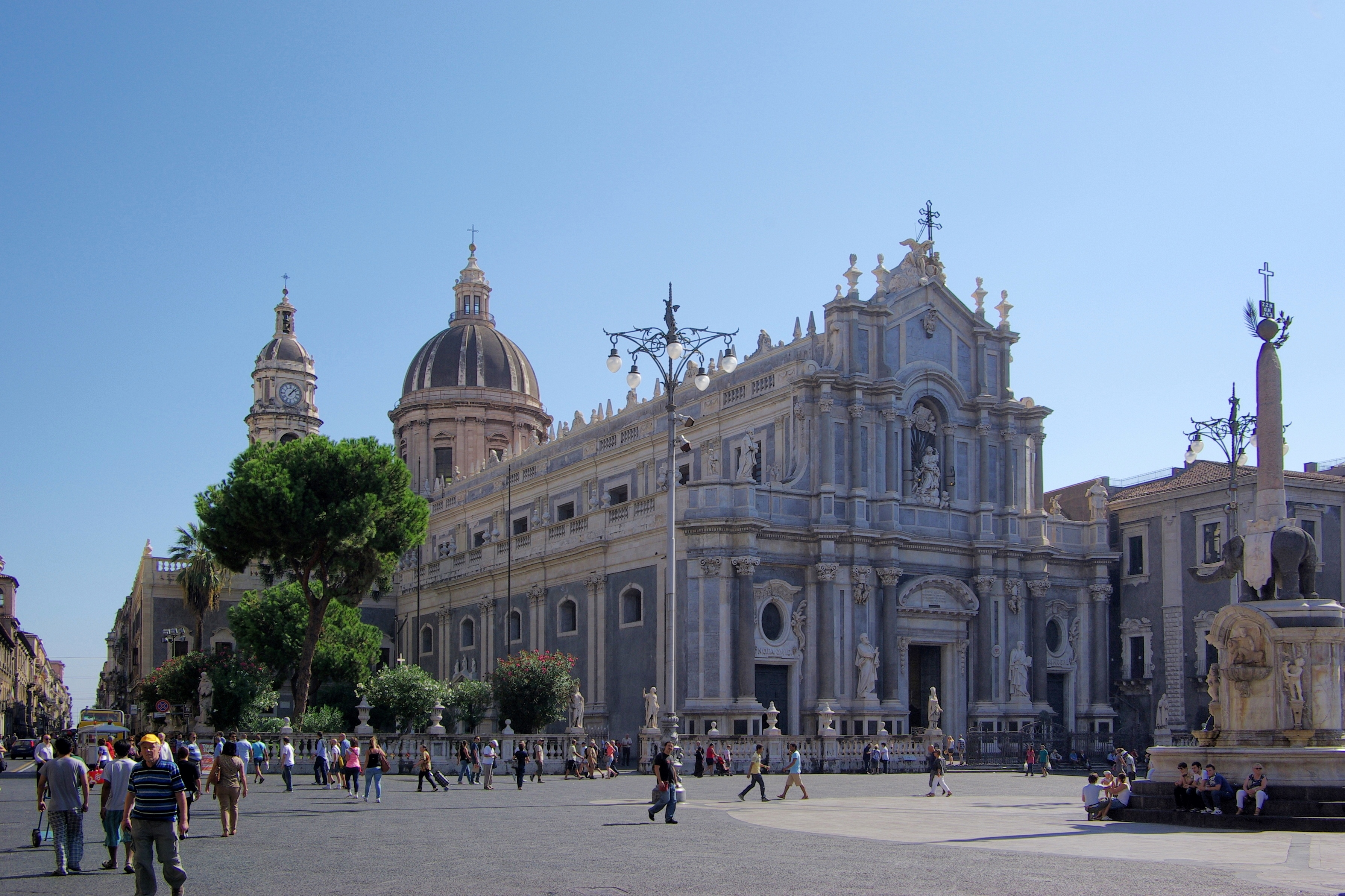
Duomo de Catania, fachada principal por Vaccarini.

Vaccarini retornó a Sicilia alrededor de 1730. Su obra allí muestra la influencia de la escuela de arquitectura de Alessandro Specchi, Francesco de Sanctis y Filippo Raguzzini, quienes promovían el rechazo del clasicismo en los edificios y favorecían un estilo mucho más extravagante y pleno de dinámica. 
Tanto Specchi como de Sanctis realizaron diseños importantes para escalinatas externas, una característica de los edificios italianos surgida de la necesidad de acceder a las habitaciones principales, situadas en el piano nobile (planta alta), generando un acceso fácil y rápido que no lograrían las escaleras interiores. 
De Sanctis llevó esta característica un paso más allá cuando diseña en 1723 la Piazza España en Roma. Esta gran escalinata comparable a un edificio sería invaluable en Sicilia, no solo por las razones prácticas de acceso al piano nobile, sino por la necesidad de crear un acceso formal a las iglesias y catedrales en múltiples sitios donde la topografía requería salvar desniveles. 
La obra de Vaccarini en Sicilia puede observarse con claridad en el Municipio de Catania o la Plaza de la Catedral. La planta baja (todavía en construcción cuando Vaccarini tomó el proyecto) muestra la decoración rústica de moda en Sicilia, originada en el siglo XVI. Pero los niveles superiores, completados por Vaccarini, muestran un estilo muy diferente. Las pilastras de la planta baja continúan pero sin tratamiento rústico, la cornisa que soportan se diseñó en coherencia con el diseño romano de la época, así como las ventanas. 
Las ventanas del piano nobile tienen frontis rectos pero recortados, con laterales oblicuos. Esta característica de aventanamiento fue reproducida muchas veces por Vaccarini a lo largo de su obra.
La entrada principal incluye columnas exentas que sostienen un balcón recto, aumentando la pomposidad del acceso. 
Los balcones se convertirían en otra característica del barroco siciliano, que con el tiempo tomarían diversas formas, a menudo curvas, serpentinas, o una combinación de ambas yuxtapuestas. Los balcones completaban su decoración con elaboradas balaustradas de hierro forjado. 
Frente a este edificio Vaccarini diseñó una fuente, con un obelisco sobre el lomo del elefante de Catania, reminiscencia de las fuentes de Bernini. Completó la plaza diseñando la fachada principal de la catedral, un proyecto que demandó treinta años y no se completó hasta 1768. Según el profesor Antonhy Blunt, la catedral no fue uno de los éxitos del arquitecto. 
Como arquitecto de iglesias, Vaccarini introdujo en Sicilia la planta del Renacimiento, que no había sido utilizada en Sicilia. A pesar de esto, muchas de sus iglesias siguen los diseños de las que vio en Roma. La Iglesia de Sant'Ágata en Catania, por ejemplo, se basa en Sant'Agnese in Agone, de Roma. 
La visión barroca de Vaccarini tuvo primacía en Catania, y fue muy copiada por años. Sin embargo no fue demasiado empleada en la reconstrucción de Sicilia. En 1756 viajó a Nápoles, donde participó en la selección de mármoles para el gran palacio de Caserta. En este viaje nació su conocimiento de la obra de Vanvitelli y Ferdinando Fuga, llevando sus ideas a Sicilia. La influencia de Vanvitelli resulta claramente visible en sus últimos trabajos, especialmente el Colegio Cutelli y la Pequeña Abadía. 
Vaccarini muere en Palermo en 1768.

## Análisis
Vaccarini es notable en la actualidad por su aporte al desarrollo del barroco siciliano. Aunque muchos de su producción fue luego empalidecida por una generación más joven de arquitectos sicilianos, él fue uno de los fundadores del estilo. En particular, su manejo de la doble escalinata barroca, que continuó evolucionando de una manera peculiar de Sicilia después de su muerte.
- Datos: Q982543
- Multimedia: Giovanni Battista Vaccarini / Q982543